# Echeveria pittieri
La oreja de burro, amor de toda la noche o Echeveria pittieri, es una especie de planta suculenta de la familia de las crasuláceas.

## Descripción
Es una planta que no tiene tallo, o lo tiene muy corto. Las hojas son carnosas y están colocadas como los pétalos de una rosa, son de color verde o teñidas con púrpura o rojo. Las flores las podemos encontrar de color rojo, salmón o amarillo con rojo.

## Distribución y hábitat
Se distribuye por Centroamérica. Presente en clima semicálido a los 1100 metros. Cultivada en solares circundados por bosque tropical caducifolio.

## Propiedades
Para tratar las inflamaciones se aplican las hojas en fresco a manera de emplasto. Si existe infección intestinal y fiebre, se toma un té elaborado con las hojas y el tallo.

## Taxonomía
Echeveria pittieri fue descrita por Joseph Nelson Rose y publicado en Contributions from the United States National Herbarium 13(9): 296. 1911.
Etimología
Ver: Echeveria
pittieri: epíteto otorgado en honor del botánico suizo Henri Pittier.